# Balintawak Eskrima

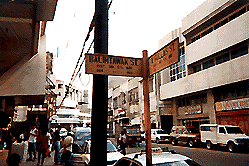
Balintawak Street à Cebu.

La Balintawak Eskrima ou Balintawak Arnis est un art martial philippin créé par Venancio Bacon dans les années 1950 pour améliorer et préserver la nature combative de la Kali Arnis Eskrima qui, selon lui, était édulcorée par d'autres styles d'arts martiaux philippins.
Il porte le nom d'une petite rue de Cebu où il a été créé.